# The Dirty Denims
The Dirty Denims is een rockband uit Eindhoven, die bestaat sinds 2005. De muziek die The Dirty Denims spelen, omschrijven ze zelf als happy hardrock.

## Geschiedenis

### Ontstaan (2005-2008)
De band is bij zijn ontstaan geïnspireerd door de geheel uit vrouwen bestaande Amerikaanse rockband The Donnas. Zo is ook de naam van de band vernoemd naar een van de nummers van The Donnas: Dirty Denim. Andere bands waarop het genre van The Dirty Denims is gebaseerd, zijn AC/DC, Airbourne, The Ramones en Blondie, Kiss, Joan Jett en The Romantics. Ze noemen hun muziekstijl Happy Hardrock, en is een kruising tussen hardrock, Rock-'n-roll en powerpop.

### Going Out (2009-2010)
In 2009 werd een eerste ep uitgebracht, getiteld Going Out. De bevriende Gelderse rock-'n-rollband Jovink en de Voederbietels nodigde hen uit op de Zwarte Cross van 2010 te spelen. In de zomer van 2010 nam de band daarnaast deel aan een competitie om zendtijd te krijgen op de Amerikaanse televisiezender ESPN. Een jury, die onder meer bestond uit Steven Van Zandt - gitarist bij de E Street Band van Bruce Springsteen - koos het nummer Ride Tonight van The Dirty Denims. Hierdoor was het nummer te horen als begeleidende soundtrack tijdens NASCAR-races.
Vervolgens werd Ride Tonight middels een verkiezing bestempeld als nummer van de maand, waardoor het opnieuw ten gehore werd gebracht op de Amerikaanse televisiezender. Het leverde veel media-aandacht in Nederland op en het nummer Going Out werd onder meer gedraaid in de Coen en Sander Show van 3FM.

### Wanna Be Famous (2011-2013)
Terwijl aan een nieuw album werd gewerkt, speelden The Dirty Denims op het hoofdpodium van Bospop 2011, samen met onder meer Brian Setzer, Ringo Starr en Roxette. In het najaar van 2011 nam de groep deel aan de Popronde en toerden ze enkele maanden door Nederland. Het tweede album, getiteld Wanna Be Famous, kwam uit in maart 2012. Artwork door Jeffrey Warlich. Met het eerste nummer van het album, 24-7-365, werden The Dirty Denims uitverkozen tot 3FM Serious Talent en op 1 oktober 2012 verscheen dit nummer ook op de Converse Mixtape, samen met onder meer de bands Triggerfinger en Drive Like Maria. Ze traden op 24 mei 2012 op in De Wereld Draait Door en kregen een eervolle vermelding in het gedicht van Nico Dijkshoorn.
In 2012 vonden optredens plaats op Lowlands, Rockin' Park, Zwarte Cross, Festyland en Speedfest. Aan het eind van het jaar belandde 24-7-365 op de 78e plek bij de door 3FM en 3voor12 georganiseerde Song van het Jaar-verkiezing. In de FLIP-verkiezing van KX Radio eindigde het nummer op plaats 31.

### High Five (2014-2015)
26 januari 2014 brachten The Dirty Denims hun debuutalbum ‘High Five’ uit, op cd via hun eigen Handclap Records en op rood vinyl via Lighttown Fidelity. Hierop tien eigen nummers en een cover (What I Like About You van The Romantics). Artwork werd verzorgd door Wytse Sterk. Eerste single van dit album is 'Bad Habit', dat in januari werd gelanceerd. In oktober 2014 brachten ze tweede single "Make Up Your Mind" uit. In 2014 speelden ze onder andere: 2× support voor de band Steel Panther (013 in Tilburg en De Oosterpoort in Groningen), 2× support van The Datsuns (Patronaat Haarlem en Effenaar Eindhoven), de aftershow van Slash in Heineken Music Hall en vele festivals zoals Cityrock, Nirwana Tuinfeest en Glemmer Beach.
2014 was ook het jaar van 5" single Tell Me What You Want From Me, dat uitkwam ter ere van het 6-jarige bestaan van Spaans label Ghost Highway Recordings. Een zeer gelimiteerde vinyl single van doorzichtig vinyl (slechts 50 stuks wereldwijd) met daarop twee exclusieve nieuwe opnames van The Dirty Denims die ze op hebben genomen in de studio van popcentrum PopEi op Strijp-S: het speciaal voor deze gelegenheid geschreven 'Tell Me What You Want From Me' en Joan Jett-cover 'Bad Reputation'.

### Hit Me With Your Best Shot (2015)
Zondag 14 juni 2015 presenteerde de band een tweede release dat op Spaans label Ghost Highway Recordings werd uitgebracht. Dit keer een 7" vinyl single met daarop drie nummers: het opnieuw opgenomen Hit Me With Your Best Shot en nieuwe nummers Money Back Guarantee en Tell Me What You Want From Me (deze laatste werd eerder ook op de zeer gelimiteerde 5" uitgekomen). Oplage: 300, waarvan 150 op zwart vinyl en 150 op 'spijkerbroeken-kleur' gekleurd vinyl. Artwork door de Canadese tekenaar Darren Merinuk.

### Tussenstop (2015-2016)
Drummer Thomas Spauwen is van september 2015 t/m oktober 2016 op wereldreis gegaan. Van september 2015 t/m januari 2016 speelden The Dirty Denims met drummer Martijn van der Graaf (ook wel bekend van The Madd en Marty Graveyard). Zo deden ze o.a. voor de tweede keer mee aan de popronde en speelden ze in deze periode vier keer de support voor Golden Earring. In januari kreeg bassiste Ashley Seleski te kampen met een schouderblessure, waarna de band een tijdelijke pauze nam totdat drummer Thomas weer terug was. In de tussentijd hebben gitarist Jeroen en Mirjam (zang/gitaar) ook de AC/DC-tributeband The DC/DENIMS opgericht.

### Back With A Bang! (2017-2018)
De band heeft tijdens de tussenstop niet stil gezeten en heeft nummers geschreven voor hun nieuwe album Back With A Bang!. Vanaf januari 2017 speelde de band weer live en schreven ze de nummers af voor het nieuwe album. Van Back With A Bang! verscheen deel 1 op 27 april 2017, met daarop zes nummers. In juli 2017 besloot drummer Thomas toch voor het reizen te gaan en werd hij vervangen door huidige drummer Jordi Baselmans, die de band al kende als drummer van The DC/DENIMS. Zijn eerste show was als support voor Extreme in TivoliVredenburg.
Het complete album is 27 oktober 2017 uitgekomen op cd en vinyl en bevat 12 nummers (11 eigen nummers en een cover: Bad Reputation van Joan Jett, opnieuw opgenomen in de studio). Bassiste Ashley Seleski gaf daarna aan te stoppen met de band in verband met andere prioriteiten. Al snel wist de band vervanger Marc Eijkhout op basgitaar te vinden, ook wel bekend als solo-gitarist van The DC/DENIMS. Marc speelt sinds november 2017 mee in The Dirty Denims. Kort daarna gaf de nog verse drummer Jordi aan de band niet meer te kunnen combineren met werk en privé. Op zoek naar een andere drummer werd Suzanne Driessen gevonden. Eind maart 2018 had ze haar eerste optreden bij de band.

### Ready, Steady, Go! (2018-2021)
In deze nieuwe bezetting ging de band vooral weer veel optreden. Zo speelden ze op 16 november 2018 als support van Vandenberg's Moonkings van Ad Vandenberg in De Pul Uden en 12 juni 2019 in Poppodium 013 Tilburg als voorprogramma van Whitesnake. Ook gingen ze in 2019 voor het eerst in deze bezetting de studio in voor het opnemen van het nieuwe album Ready, Steady, Go!, dat wederom in 2 delen werd uitgebracht. 15 november 2019 brachten ze deel 1 (5 tracks) uit op cd. In 2020 gingen ze opnieuw de studio in voor de rest van het album. Op 3 juli 2020 brachten ze het complete album uit (10 eigen nummers) uit op cd en vinyl. In november 2021 ging de band voor het eerst op tour in Spanje.

### Raw Denim + Rockpalast (2021-2023)
Op 10 december 2021 bracht de band het album ‘Raw Denim’ uit op cd, vinyl en streamingdiensten. The Dirty Denims gaven hiermee eindelijk gehoor aan de wens om een livealbum te releasen. Het album bestaat uit een selectie van 15 van hun liedjes. Het vinyl bevat 1 extra bonustrack. Tijdens een live sessie op 3 juli 2021 in de zaal van POPEI Eindhoven speelden de bandleden in een studio-setting de nummers live in. Op 25 februari 2022 nam de band een concert op voor Rockpalast en daarmee zag de band een droom uitkomen. De sessie werd vanuit een leegstaand industrieel pand in Bochum opgenomen. Op 24 april 2022 werd het concert voor het eerst online gezet en in de daaropvolgende nacht werd het uitgezonden op de het televisiekanaal van WDR. Met het nieuwe album op zak speelden ze o.a. samen met Wild Romance en Thundermother. In juni 2022 werd bekend dat Marc Eijkhout de band als bassist zou verlaten. Begin september 2022 speelde hij het laatste optreden met de band. In de tussentijd vond de band de Belgische Sebastiaan Verhoeven als nieuwe bassist, bekend van metalband Hell City en Woyote (met bandleden van o.a. Channel Zero). 12 mei 2023 bracht de band de audio-opnames van de Rockpalast live sessie uit als album op online streamingplatforms onder de naam 'The Dirty Denims live at Rockpalast'.

### Party On! (2023-...)
De band zat in juni en oktober 2023 in de studio voor de opnames van nieuw album Party On!. In juni 2023 speelden de band ook het voorprogramma van Airbourne in 013 Tilburg. In september/oktober deden The Dirty Denims weer een tour in Spanje. In de aanloop richting de release van Party On! werd duidelijk dat bassist Sebastiaan Verhoeven niet voldoende tijd had voor de band naast z'n privé leven, en daarom kwam bassist Han Ernest eerst als invaller. Op 24 mei 2024 werd het album Party On! uitgebracht. Op 16 juni vond de eerste editie van hun eigen festival Denim & Lightning plaats in Bree België en daar werd de basgitaar officieel overhandigd en werd Han de nieuwe vast bassist. In oktober/november 2024 speelden de band 2 support shows met Nashville Pussy en 3 met The New Roses. In 2025 zetten The Dirty Denims de promotie van Party On! voort met meer live shows en de 2e editie van het Denim & Lightning festival, deze keer in Oberhausen Duitsland. 

## Bezetting
- Mirjam Sieben: zang, gitaar, orgel (2005-nu)
- Jeroen Teunis: gitaar, zang (2005-nu)
- Suzanne Driessen: drums, zang (2018-nu)
- Han Ernest: basgitaar, zang (2024-nu)

### Oud-leden
- Sebastiaan Verhoeven - basgitaar, zang (2022-2024)
- Marc Eijkhout - basgitaar, zang (2017-2022)
- Jordi Baselmans - drums, zang (2017-2018)
- Martijn van der graaf - drums (2015-2016)
- Ashley Seleski - basgitaar (2014-2017)
- Sabine Biesbroeck - basgitaar (2012-2014)
- Lionne van der Hagen - basgitaar (2007-2012)
- Nicole Didden - basgitaar (2005-2007)
- Thomas Spauwen - drums (2005-2015 + 2016-2017)

## Discografie

### Fysieke releases
- Album Party On! (2024)
- Compilatie album Action Rock Jukebox Series 45 series, Vol. 1 (2024)
- 7 inch single Millionaire - Split with Scumbag Millionaire (2022)
- Album Raw Denim (Recorded Live) (2021)
- 7 inch single Action Rock Jukebox Series Rock and Roll All Night / Better Believe It (2021)
- Album Ready, Steady, Go! (2020)
- Album Back With A Bang! (2017)
- 7 inch single Hit Me With Your Best Shot (2015)
- 5 inch single Tell Me What You Want From Me (2014)
- Album High Five (2014)
- Compilatie album Converse Mixtape 5 ROCK (2012)
- Compilatie album 29 years, 29 songs (2012)
- EP Wanna Be Famous (2012)
- Compilatie album Groeëte Uut Wieërt - Vlaai City (2011)
- EP Going Out (2009)